# 丰顺县
23°46′N 116°11′E / 23.767°N 116.183°E
丰顺县位于中国广东省东部，属于梅州市管辖。古代潮州八邑之一。东边与潮州市潮安区相邻，南边与揭阳市揭东区、揭西县相邻，西边与五华县、兴宁市相邻，北边与梅县区、梅江区、大埔县相连，县政府驻市政大道532号。
豐順獨特的地理位置，使得潮汕文化與客家文化相互融合，形成了獨特的“潮客”文化。豐順境內的客家與潮汕兩大民系和諧共處，孕育出典型的“半山客”文化。有省內獨特的畲族風情及埔寨“燒火龍”。

## 行政区划
丰顺县下辖16个镇：
北斗镇、汤西镇、汤南镇、埔寨镇、建桥镇、龙岗镇、潘田镇、黄金镇、小胜镇、砂田镇、八乡山镇、丰良镇、潭江镇、汤坑镇、𨻧隍镇、大龙华镇和埔寨农场。

## 人口
2020年末，豐順縣户籍人口730389人，比上年末減少5.6‰。 根據第七次全国人口普查數據，截至2020年11月1日零時，豐順縣常住人口478731人。

## 历史
- 乾隆三年（1728年）五月丁卯(1738年7月2日)建县
- 1866年二月太平天國最後殘部8萬太平軍於豐順縣北溪村全軍覆沒。
- 1956年属汕头专区管辖，1965年属梅县地区管辖，1988年属梅州市管辖。

## 民族
丰顺县以汉族客家人为主，有部分潮汕人，另有潭江镇凤坪村畲族360多人。

## 语言
丰顺县大概六分之五的居民讲客家语丰顺话。说潮州话的主要是留隍镇、汤南镇两镇，以及汤坑（咸水口音）、东联、埔寨、丰良、黄金（闽南口音）、潭江、茶背等镇部分地区。其中汤坑、汤南、留隍、东留等4个镇约11万人使用潮汕话。

## 经济
农业比较有特色的是茶葉、甘蔗、花生、烤烟等种植业。工业比较有特色的是机械、电子、冶炼、陶瓷等行业。另外，丰顺的铁、铝、稀土、花岗岩等地下矿藏非常丰富。

## 旅游

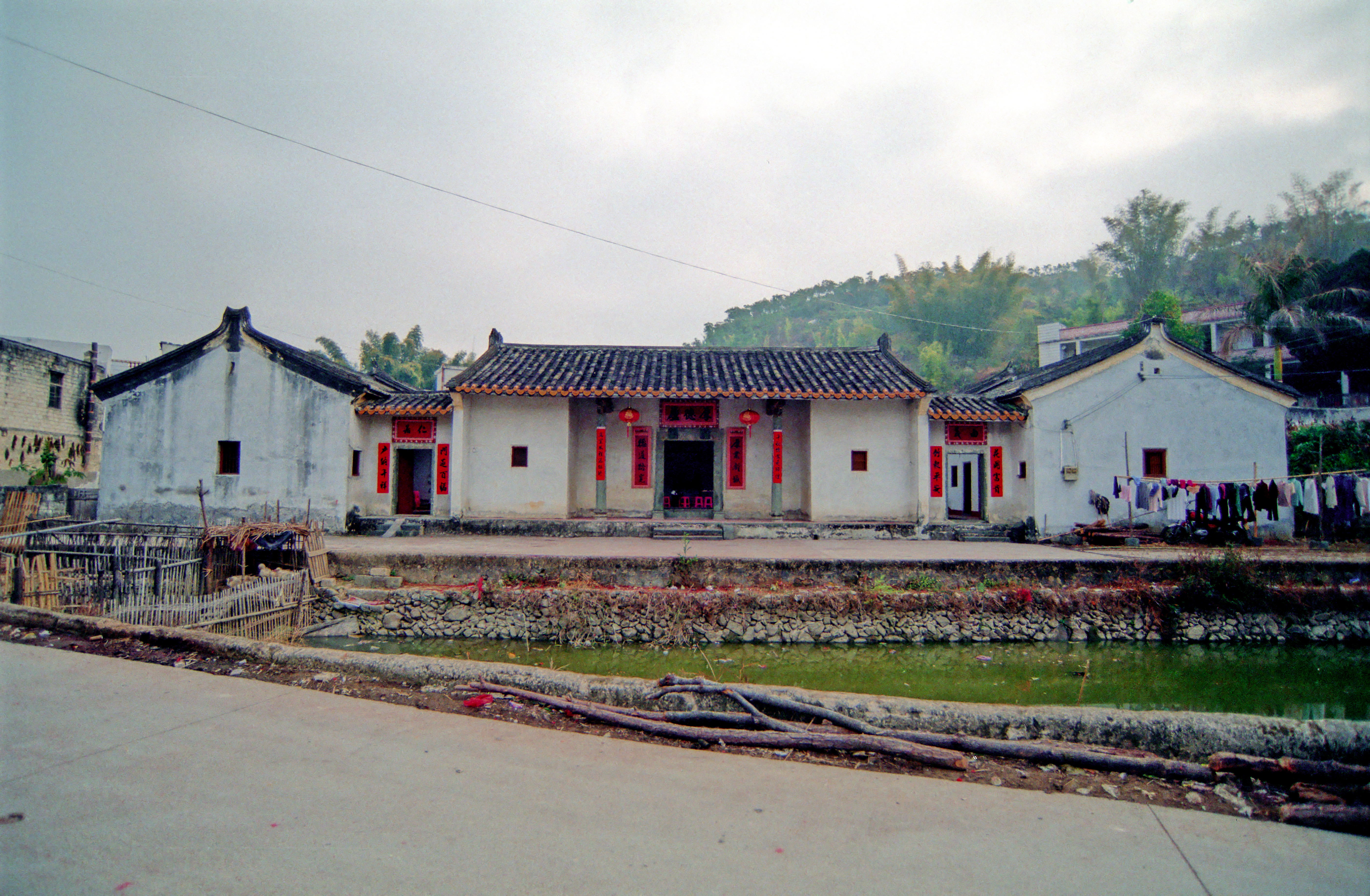
豊良鎮小椹村・厚徳廬

丰顺地处山区，名胜较多，地热资源也有优势，温泉遍布，被称为“温泉之乡”。主要景点有：1993年被省政府确定的省级温泉旅游度假区、龙鲸河漂流、冰臼奇观、龙归飞瀑、揭岭飞泉、烈士纪念碑等。主要是电声企业，是全国两大扬声器生产基地。

## 交通
广梅汕铁路、梅汕高铁、 汕梅高速公路、 大丰华高速公路、 206国道、 235国道、 355国道从丰顺县境内通过。